# Saison 2014 de l'équipe cycliste BMC Racing
La saison 2014 de l'équipe cycliste BMC Racing est la huitième de cette équipe.

## Préparation de la saison 2014

### Sponsors et financement de l'équipe
Le budget de l'équipe pour l'année 2014 est de 18 millions d'euros.

### Arrivées et départs
| Arrivées       | Équipe 2013             |
| -------------- | ----------------------- |
| Darwin Atapuma | Colombia                |
| Silvan Dillier | BMC Development         |
| Ben Hermans    | RadioShack-Leopard      |
| Samuel Sánchez | Euskaltel Euskadi       |
| Peter Stetina  | Garmin-Sharp            |
| Peter Velits   | Omega Pharma-Quick Step |
| Rick Zabel     | Rabobank Continental    |

| Départs          | Équipe 2014     |
| ---------------- | --------------- |
| Adam Blythe      | NFTO            |
| Mathias Frank    | IAM             |
| Marco Pinotti    | Retraite        |
| Ivan Santaromita | Orica-GreenEDGE |

## Coureurs et encadrement technique

### Effectif

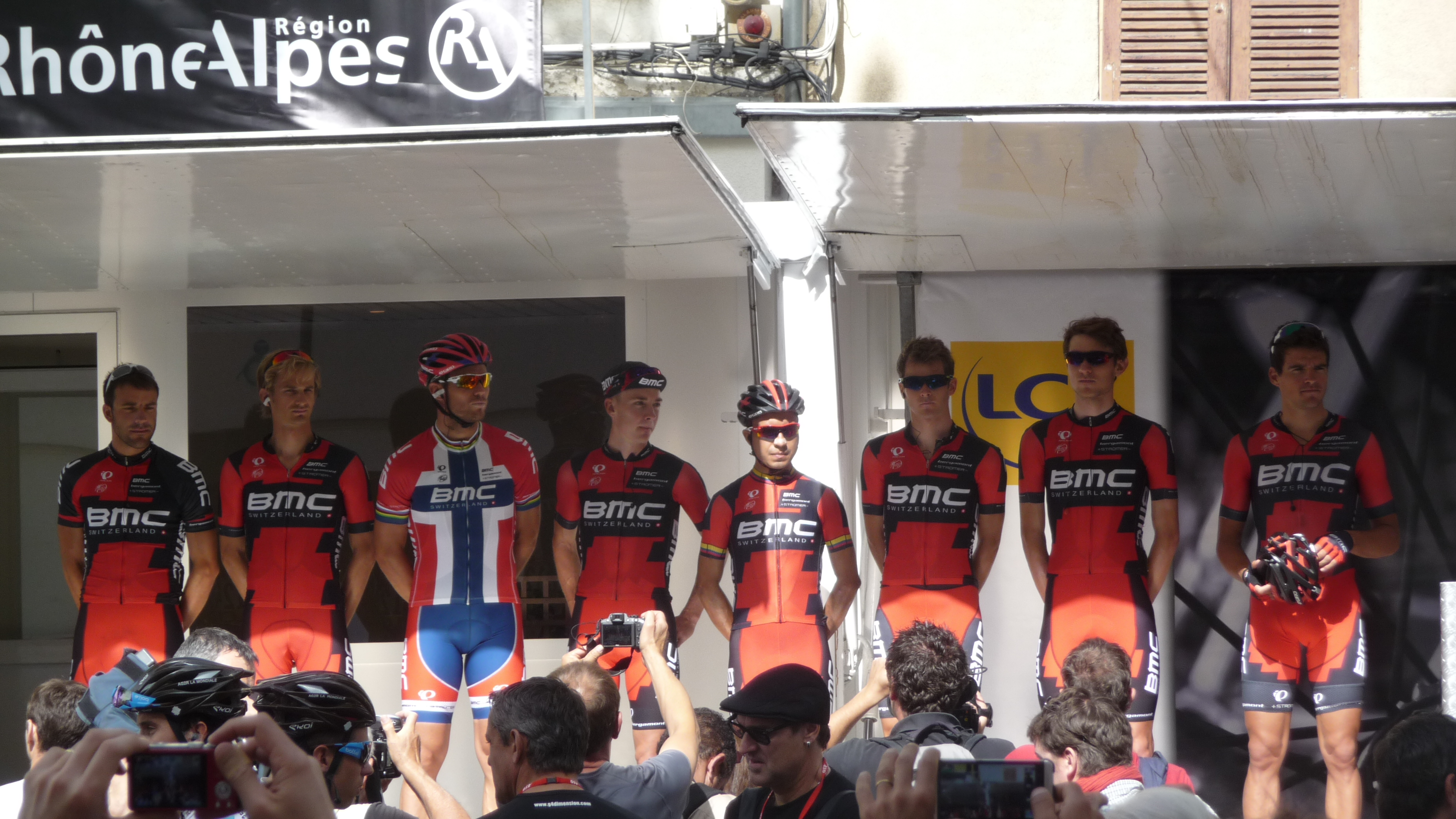
L'équipe lors du Critérium du Dauphiné 2014.

| Cycliste           | Date de naissance | Nationalité | Équipe 2013             |
| ------------------ | ----------------- | ----------- | ----------------------- |
| Darwin Atapuma     | 15 janvier 1988   | Colombie    | Colombia                |
| Alessandro Ballan  | 6 novembre 1979   | Italie      | BMC Racing              |
| Brent Bookwalter   | 16 février 1984   | États-Unis  | BMC Racing              |
| Marcus Burghardt   | 30 juin 1983      | Allemagne   | BMC Racing              |
| Steve Cummings     | 19 mars 1981      | Royaume-Uni | BMC Racing              |
| Rohan Dennis       | 28 mai 1990       | Australie   | Garmin-Sharp            |
| Silvan Dillier     | 3 août 1990       | Suisse      | BMC Development         |
| Yannick Eijssen    | 26 juin 1989      | Belgique    | BMC Racing              |
| Cadel Evans        | 14 février 1977   | Australie   | BMC Racing              |
| Philippe Gilbert   | 5 juillet 1982    | Belgique    | BMC Racing              |
| Ben Hermans        | 8 juin 1986       | Belgique    | RadioShack-Leopard      |
| Thor Hushovd       | 18 janvier 1978   | Norvège     | BMC Racing              |
| Martin Kohler      | 17 juillet 1985   | Suisse      | BMC Racing              |
| Sebastian Lander   | 11 mars 1991      | Danemark    | BMC Racing              |
| Klaas Lodewyck     | 24 mars 1988      | Belgique    | BMC Racing              |
| Amaël Moinard      | 2 février 1982    | France      | BMC Racing              |
| Steve Morabito     | 30 janvier 1983   | Suisse      | BMC Racing              |
| Dominik Nerz       | 25 août 1989      | Allemagne   | BMC Racing              |
| Daniel Oss         | 13 janvier 1987   | Italie      | BMC Racing              |
| Taylor Phinney     | 27 juin 1990      | États-Unis  | BMC Racing              |
| Manuel Quinziato   | 30 octobre 1979   | Italie      | BMC Racing              |
| Samuel Sánchez     | 5 février 1978    | Espagne     | Euskaltel Euskadi       |
| Michael Schär      | 29 septembre 1986 | Suisse      | BMC Racing              |
| Peter Stetina      | 8 août 1987       | États-Unis  | Garmin-Sharp            |
| Greg Van Avermaet  | 17 mai 1985       | Belgique    | BMC Racing              |
| Tejay van Garderen | 12 août 1988      | États-Unis  | BMC Racing              |
| Peter Velits       | 21 février 1985   | Slovaquie   | Omega Pharma-Quick Step |
| Lawrence Warbasse  | 28 juin 1990      | États-Unis  | BMC Racing              |
| Danilo Wyss        | 26 août 1985      | Suisse      | BMC Racing              |
| Rick Zabel         | 8 décembre 1993   | Allemagne   | Rabobank Continental    |
| Stagiaire          | Date de naissance | Nationalité | Équipe 2014             |
| Luke Davison       | 8 mai 1990        | Australie   | Synergy Baku Project    |
| Dylan Teuns        | 1er mars 1992     | Belgique    | BMC Development         |
| Loïc Vliegen       | 20 décembre 1993  | Belgique    | BMC Development         |

Portraits
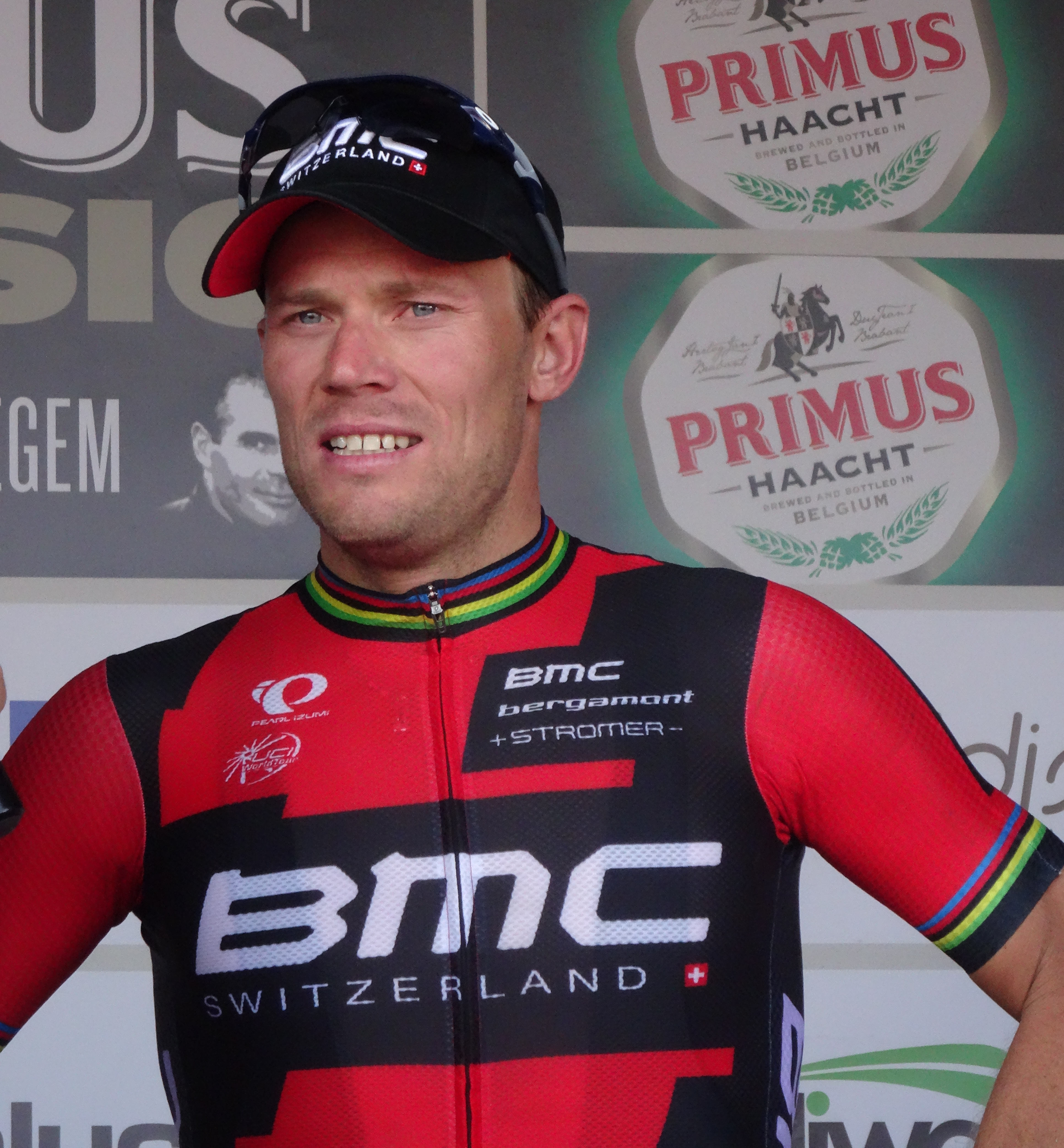
Thor Hushovd.
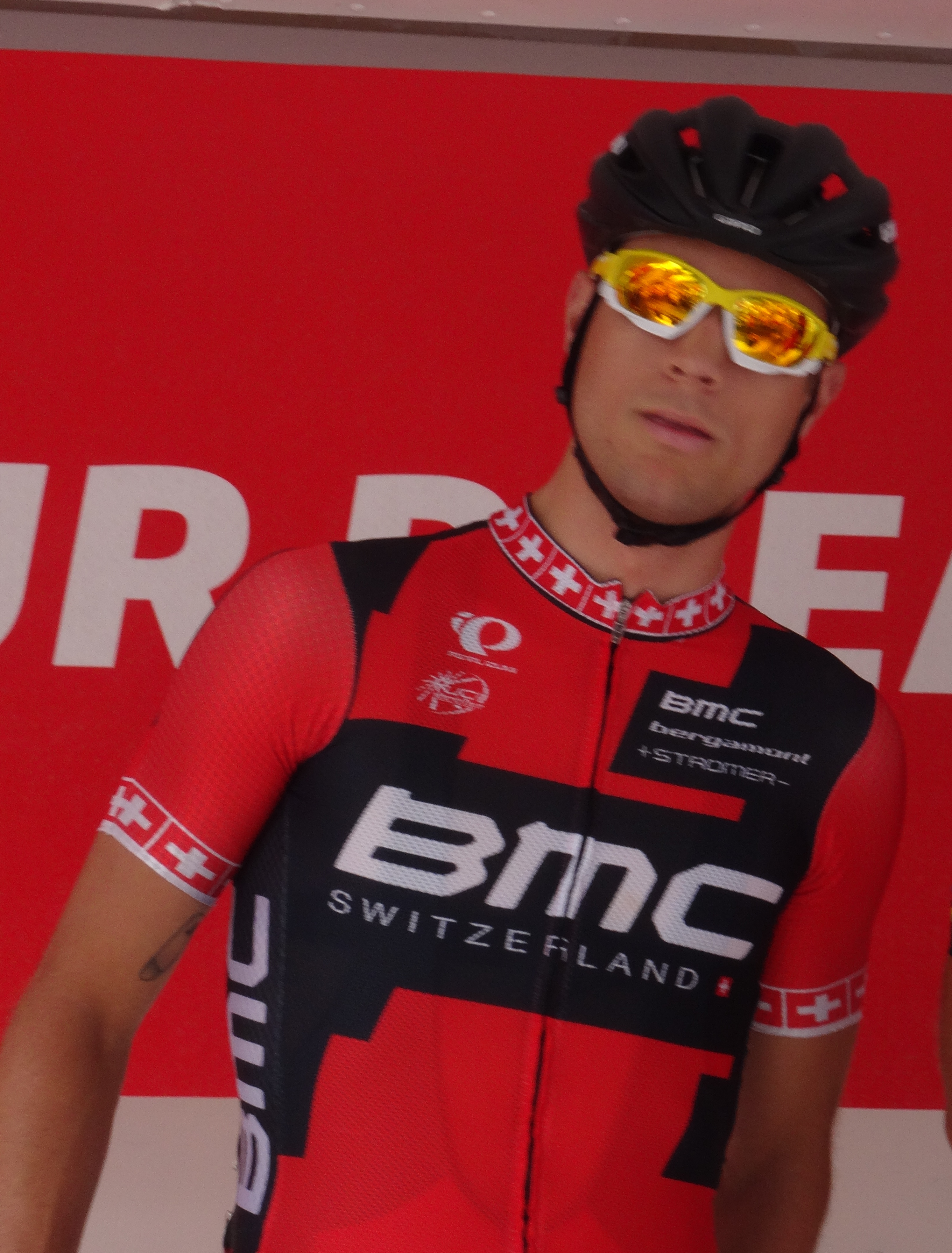
Martin Kohler.
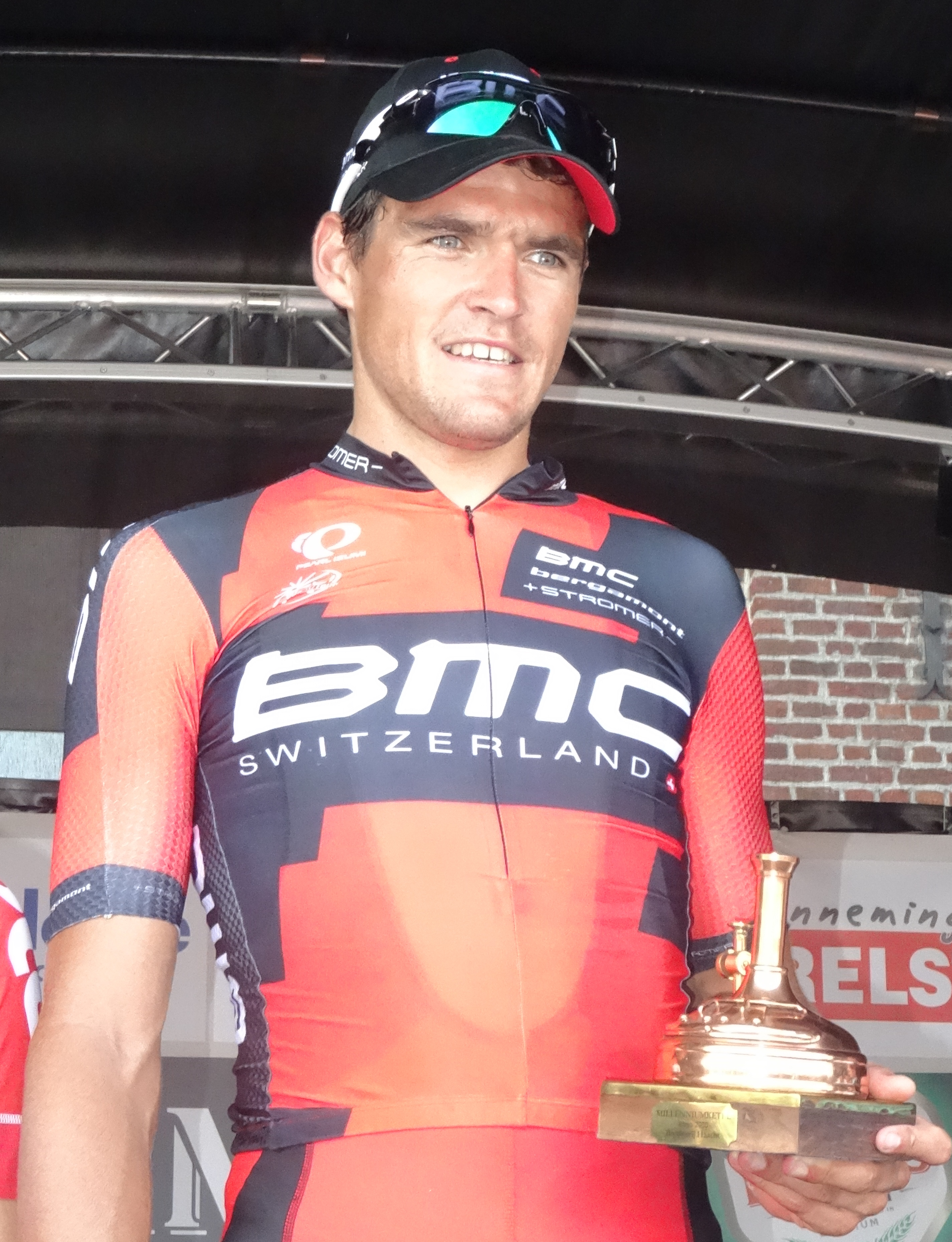
Greg Van Avermaet.
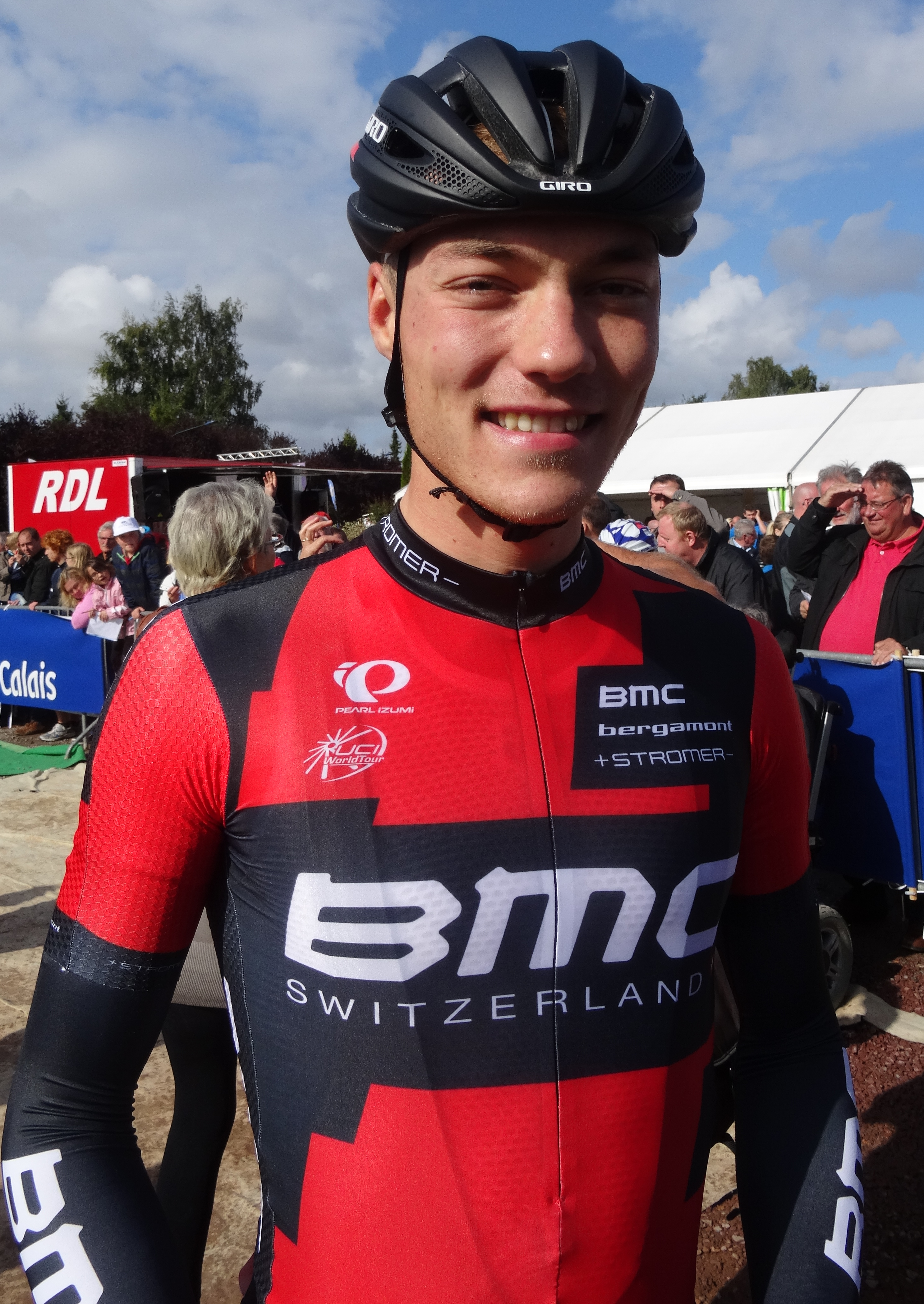
Loïc Vliegen.

### Encadrement
Allan Peiper est le nouveau manager sportif de l'équipe. Il succède à John Lelangue, parti après le Tour de France 2013. Peiper était arrivé en 2013 en tant que directeur de la performance. Les directeurs sportifs de l'équipe sont Fabio Baldato, Yvon Ledanois, Valerio Piva, Maximilian Sciandri et Jackson Stewart.

## Bilan de la saison

### Victoires

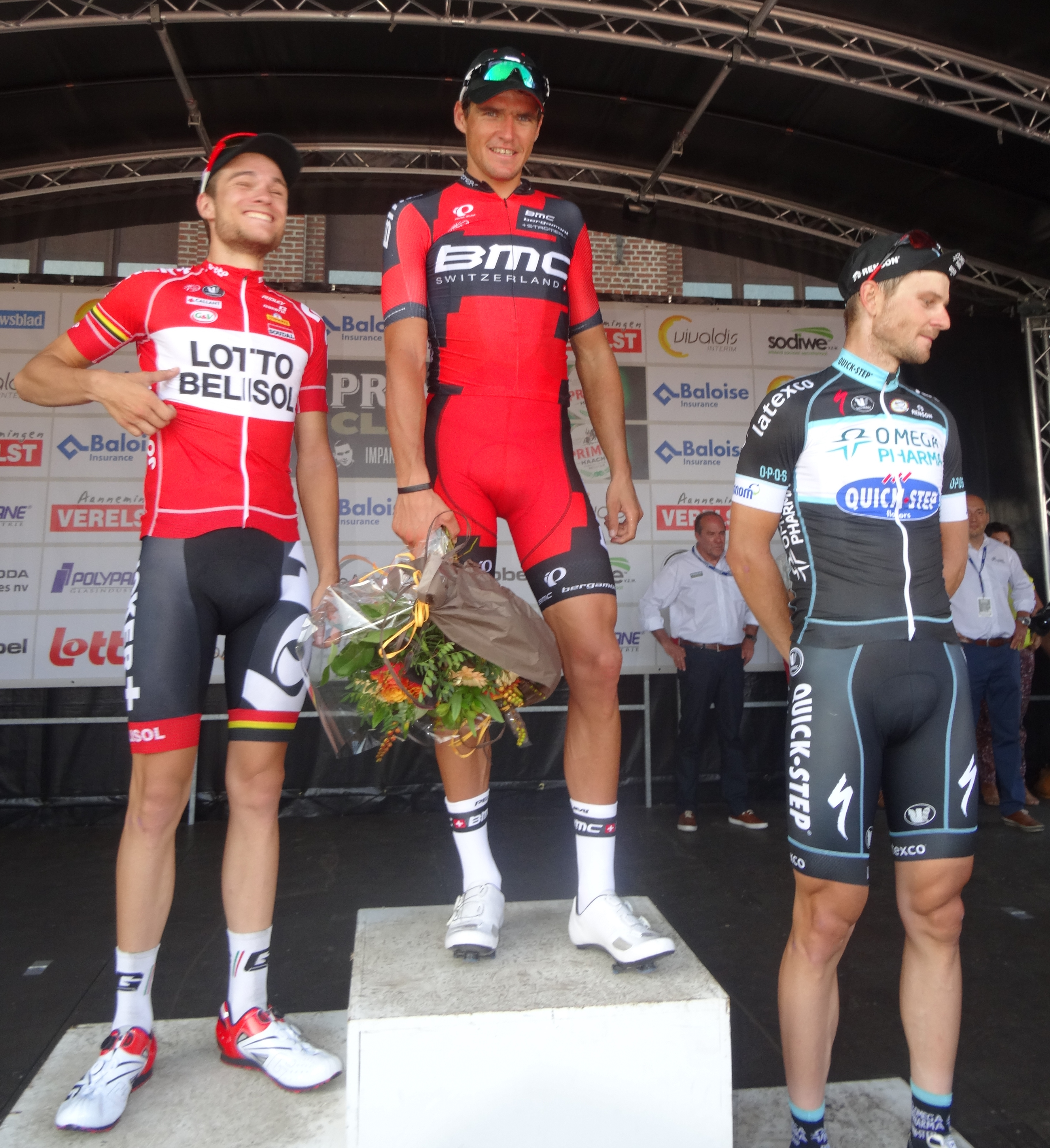
Podium de l'édition 2014 du Grand Prix Impanis-Van Petegem : Tosh Van der Sande (2e), Greg Van Avermaet (1er) et Michał Gołaś (3e).

| Date       | Course                                               | Pays                | Classe | Vainqueur          |
| ---------- | ---------------------------------------------------- | ------------------- | ------ | ------------------ |
| 23/01/2014 | 3e étape du Tour Down Under                          | Australie           | WT     | Cadel Evans        |
| 05/01/2014 | 1re étape du Dubaï Tour                              | Émirats arabes unis | 2.1    | Taylor Phinney     |
| 08/01/2014 | Classement général du Dubaï Tour                     | Émirats arabes unis | 2.1    | Taylor Phinney     |
| 15/02/2014 | 4e étape du Tour méditerranéen                       | France              | 2.1    | Steve Cummings     |
| 16/02/2014 | Classement général du Tour méditerranéen             | France              | 2.1    | Steve Cummings     |
| 23/02/2014 | 2e étape du Tour du Haut-Var                         | France              | 2.1    | Amaël Moinard      |
| 27/03/2014 | 4e étape du Tour de Catalogne                        | Espagne             | WT     | Tejay van Garderen |
| 16/04/2014 | Flèche brabançonne                                   | Belgique            | 1.HC   | Philippe Gilbert   |
| 20/04/2014 | Amstel Gold Race                                     | Pays-Bas            | WT     | Philippe Gilbert   |
| 22/04/2014 | 1re étape du Tour du Trentin                         | Italie              | 2.HC   | BMC Racing         |
| 24/04/2014 | 3e étape du Tour du Trentin                          | Italie              | 2.HC   | Cadel Evans        |
| 25/04/2014 | Classement général du Tour du Trentin                | Italie              | 2.HC   | Cadel Evans        |
| 15/05/2014 | 5e étape du Tour de Californie                       | États-Unis          | 2.HC   | Taylor Phinney     |
| 24/05/2014 | Championnat des États-Unis du contre-la-montre       | États-Unis          | CN     | Taylor Phinney     |
| 18/06/2014 | 1re étape du Ster ZLM Toer                           | Pays-Bas            | 2.1    | Philippe Gilbert   |
| 21/06/2014 | 4e étape du Ster ZLM Toer                            | Pays-Bas            | 2.1    | Philippe Gilbert   |
| 22/06/2014 | Classement général du Ster ZLM Toer                  | Pays-Bas            | 2.1    | Philippe Gilbert   |
| 26/06/2014 | Championnat de Slovaquie du contre-la-montre         | Tchéquie            | CN     | Peter Velits       |
| 05/08/2014 | 2e étape du Tour de l'Utah                           | États-Unis          | 2.1    | Michael Schär      |
| 09/08/2014 | 6e étape du Tour de l'Utah                           | États-Unis          | 2.1    | Cadel Evans        |
| 10/08/2014 | 7e étape du Tour de l'Utah                           | États-Unis          | 2.1    | Cadel Evans        |
| 15/08/2014 | 5e étape de l'Eneco Tour                             | Belgique            | WT     | Greg Van Avermaet  |
| 20/08/2014 | 3e étape du Tour du Colorado                         | États-Unis          | 2.HC   | Tejay van Garderen |
| 23/08/2014 | 6e étape du Tour du Colorado                         | États-Unis          | 2.HC   | Tejay van Garderen |
| 24/08/2014 | Classement général du Tour du Colorado               | États-Unis          | 2.HC   | Tejay van Garderen |
| 17/09/2014 | Grand Prix de Wallonie                               | Belgique            | 1.1    | Greg Van Avermaet  |
| 20/09/2014 | Grand Prix Impanis-Van Petegem                       | Belgique            | 1.1    | Greg Van Avermaet  |
| 21/09/2014 | Championnat du monde du contre-la-montre par équipes | Espagne             | CM     | BMC Racing         |
| 11/10/2014 | 2e étape du Tour de Pékin                            | Chine               | WT     | Philippe Gilbert   |
| 14/10/2014 | Classement général du Tour de Pékin                  | Chine               | WT     | Philippe Gilbert   |

### Résultats sur les courses majeures
Les tableaux suivants représentent les résultats de l'équipe dans les principales courses du calendrier international (les cinq classiques majeures et les trois grands tours). Pour chaque épreuve est indiqué le meilleur coureur de l'équipe, son classement ainsi que les accessits glanés par BMC Racing sur les courses de trois semaines.

#### Classiques
| Classique            | Milan-San Remo         | Tour des Flandres      | Paris-Roubaix           | Liège-Bastogne-Liège  | Tour de Lombardie   |
| -------------------- | ---------------------- | ---------------------- | ----------------------- | --------------------- | ------------------- |
| Coureur (classement) | Philippe Gilbert (13e) | Greg Van Avermaet (2e) | Greg Van Avermaet (17e) | Philippe Gilbert (8e) | Samuel Sánchez (5e) |

#### Grands tours
| Grand tour           | Tour d'Italie    | Tour de France          | Tour d'Espagne      |
| -------------------- | ---------------- | ----------------------- | ------------------- |
| Coureur (classement) | Cadel Evans (8e) | Tejay van Garderen (5e) | Samuel Sánchez (6e) |
| Accessits            | -                | -                       | -                   |

### Classement UCI
L'équipe BMC Racing termine à la deuxième place du World Tour avec 1 212 points. Ce total est obtenu par l'addition des 200 points amenés par le titre mondial du championnat du monde du contre-la-montre par équipes et des points des cinq meilleurs coureurs de l'équipe au classement individuel que sont Philippe Gilbert, 14e avec 272 points, Tejay van Garderen, 22e avec 219 points, Greg Van Avermaet, 24e avec 210 points, Cadel Evans, 28e avec 188 points, et Samuel Sánchez, 43e avec 123 points,.
| Rang | Coureur            | Points |
| ---- | ------------------ | ------ |
| 14   | Philippe Gilbert   | 272    |
| 22   | Tejay van Garderen | 219    |
| 24   | Greg Van Avermaet  | 210    |
| 28   | Cadel Evans        | 188    |
| 43   | Samuel Sánchez     | 123    |
| 90   | Steve Morabito     | 42     |
| 115  | Dominik Nerz       | 16     |
| 125  | Ben Hermans        | 14     |
| 131  | Peter Velits       | 11     |
| 142  | Rohan Dennis       | 10     |
| 145  | Thor Hushovd       | 8      |
| 154  | Silvan Dillier     | 6      |
| 171  | Marcus Burghardt   | 5      |
| 208  | Manuel Quinziato   | 2      |
| 209  | Lawrence Warbasse  | 2      |
| 214  | Steve Cummings     | 2      |
| 220  | Brent Bookwalter   | 1      |